# Дворики (Красноармейский район)
Дво́рики (чув. Дворик) — деревня в Красноармейском муниципальном округе Чувашской Республики.

## География
Расстояние до Чебоксар 46 км, до районного центра — села Красноармейское — 19 км, до железнодорожной станции 30 км. Деревня расположена в правобережье реки Большая Шатьма.

## История
Деревня Дворики появилась в XVIII—XIX вв. как околоток села Большая Шатьма. Сюда переселились выходцы из Владимирской губернии.

В Ядринском уезде у часовни, поставленной на месте расправы пугачевцев с духовенством, в конце XVIII века поселился калашник Никандр Иванов из Владимирской губернии. Здесь возник базар, русские люди открыли харчевни, трактир. Образовалось поселение. В начале XIX века рядом с селом Большая Шатьма Ядринского уезда мещанин из Курмыша Василий Платонов открыл постоялый двор. Затем там поселились Иона и Василий Брызгаловы, занимавшиеся торговлей. Чебоксарский мещанин Василий Бронников завел кузницу. Так возникло поселение Дворики.— Чувашские исторические предания.
Жители до 1866 года — государственные крестьяне; занимались земледелием, животноводством, кустарно-ремесленными промыслами: бондарным, портняжным, сапожно-башмачным. В 1930 году образован колхоз «Правда». По состоянию на 1 мая 1981 года деревня Дворики — в составе совхоза «Мичуринец»:91.

### Административно-территориальная принадлежность
В составе: Тинсаринской волости (до 1894 года), Чувашско-Сорминской волости Ядринского уезда (до 1 октября 1927 года), Аликовского (до 1 марта 1935 года), Траковского (до 16 августа 1940 года), Красноармейского (до 20 декабря 1962 года), Цивильского (до 3 ноября 1965 года) районов. С 3 ноября 1965 года — вновь в составе Красноармейского района:150. 

Сельские советы: Двориковский (с 1 октября 1927 года), с 1 октября 1928 года — Большешатьминский:150.

## Название
Название произошло от русского «двор».
Историческое название — Нижние Бурундуки.

## Население
| 2010 | 2012 |
| ---- | ---- |
| 68   | ↘66  |

В 1859 году в околотке Нижние Бурундуки села Большая Шатьма (Богоявленское, Тинсарино) при речке Епиглешь насчитывалось 12 дворов, 42 мужчины, 48 женщин, казённых крестьян.
Согласно переписи населения 1897 года в деревне Дворики (Нижние Бурундуки) 1-го Больше-Шатьминского общества Сорминской волости Ядринского уезда проживали 94 человека, русские и чуваши.
В 1907 году население деревни Дворики (Бурундуки Нижние) Чувашско-Сорминской волости Ядринского уезда составляло 50 человек, чуваш.
По данным Всероссийской переписи населения 2002 года в деревне проживали 72 человек, преобладающая национальность — чуваши (97 %).

## Памятники и памятные места
- Обелиск павшим воинам Великой Отечественной войны[11].